# Schallwellen
Schallwellen  (Ondes sonores) est une valse de Johann Strauss II (opus148). L'œuvre est créée le 7 février 1854 dans la Sofiensaal de Vienne.

## Histoire
La valse est composée à l'occasion du Bal des étudiants en sciences techniques de l'université de Vienne, auxquels elle est dédie. Son nom vient des ondes sonores physiques. Ici, comme dans la valse Novellen, créée peu de temps auparavant, le compositeur innove. Il s'inspire musicalement de compositeurs contemporains tels que Giacomo Meyerbeer, Giuseppe Verdi, Franz Liszt et surtout Richard Wagner. En plus d’une grande approbation, de nombreuses voix critiques s'élèvent également. Parmi eux se trouvent des célébrités, notamment le critique musical Eduard Hanslick, qui écrit l'œuvre comme un requiem de valse. Mais il faut aussi noter que l'engagement de Johann Strauss envers Wagner (il interprète également la musique de ce dernier avec son orchestre) contribue à faire connaître sa musique dans le pays des Habsbourg et notamment à Vienne.[réf. nécessaire]

## Durée
Sa durée d'exécution est d'environ 11 minutes et 40 secondes. Elle peut varier légèrement selon l'interprétation musicale du chef d'orchestre.

## Interprétation notable
En 2021, la pièce est jouée lors du célèbre concert du nouvel an à Vienne, sous la direction de Riccardo Muti.